# 释经学
释经学（英語：Biblical hermeneutics）是指基督教神学中对圣经进行解释的分支。它属于广义的解释学的一部分，内容涉及对文本旨意的研究，并包括文字交流的所有形式：文字的和非文字的。尽管犹太教法典解释学和基督教的释经学有一些重叠和对话，它们却有着各自不同的解释传统。关于这方面的内容，请参见犹太教与基督教。

## 解经学与释经学的区别
解经学（英語：exegesis）是对原本的语言和环境进行解读，即神在当时当地对原来的听众说了什么；而释经学则是将圣经的教导运用在现实之中，即目的是了解神对此时此地的当事人说了什么。